# Santuario di Nostra Signora della Brughiera
Il santuario di Nostra Signora della Brughiera è un santuario mariano situato in località Bulliana, ad un paio di chilometri da Trivero (provincia di Biella). È aperto tutto l'anno.

## Collocazione
Assieme al santuario di Banchette, presso Bioglio, al santuario del Mazzucco, (Camandona), e al santuario della Brugarola, ad Ailoche, fa parte del gruppo di santuari minori del biellese che si snodano lungo gli itinerari escursionistico-devozionali CoEUR e Cammino di San Carlo. È situato ad oltre 800 m di altitudine, in una zona ricca di castagni e pascoli.

## Storia

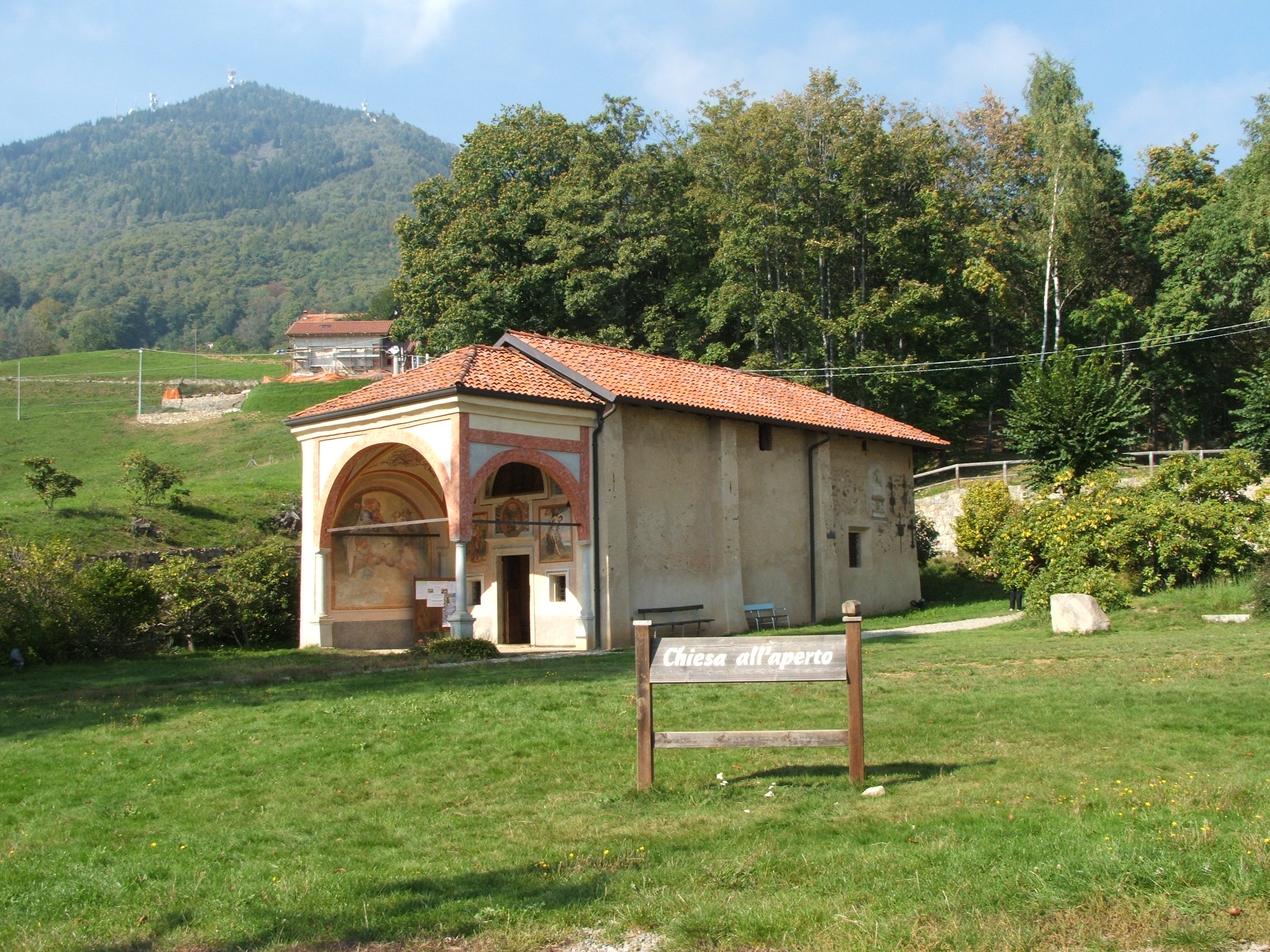
L'antica chiesetta del XVI secolo

Il santuario fu edificato nel luogo in cui, secondo la tradizione religiosa, la Madonna apparve a una pastorella muta, donandole l'uso della parola.
Il complesso è costituito da due chiese: la maggiore, oggi cuore del santuario, ed una più piccola e antica, edificata nel XVI secolo sui resti di una chiesa del XIV secolo presso la quale si accamparono i seguaci di fra' Dolcino.
All'interno della chiesa maggiore, oltre ad alcuni ex voto si possono ammirare pregevoli opere artistiche: una Natività di Gesù del cremasco Gian Giacomo Barbelli, collocata al centro dell'altare, la navata centrale e il presbitero dipinti nel XVIII secolo da Pietro Lace ed il pulpito ligneo di origine valsesiana, attualmente conservato in sacrestia. Nel Settecento furono poi realizzate l'abitazione dell'eremita e gli alloggi a servizio dei pellegrini.
Il santuario è attualmente uno dei cinque nella provincia di Biella a essere abilitato alle funzioni matrimoniali.
Il Comitato Benefico Bullianese, ha messo in scena il presepio vivente che viene rappresentato eccezionalmente al santuario per il giubileo e in occasione della trentesima edizione (2003). Il percorso presepiale si snoda lungo la mulattiera, che conduce al villaggio di Bulliana con una Via Crucis articolata in quattordici stazioni poste in altrettante cappelle, decorate nell'Ottocento dal pittore Giovanni Avondo di Balmuccia (conosciuto anche come Avondo di Varallo) e ritoccate nel 1879 dal pittore valsesserino Ciancia.

### Il santuario conteso

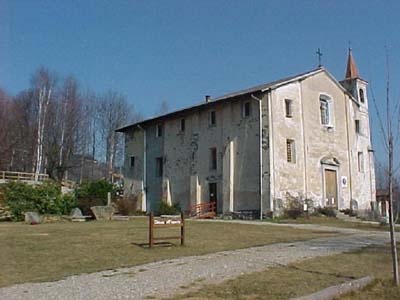
Altra veduta

Questa chiesa, sorgendo su un punto di confine, è stata oggetto in passato di una contesa tra i comuni limitrofi di Trivero e Mosso (al tempo Mosso Santa Maria), culminata in uno scontro armato, come ricorda un affresco nella chiesa maggiore. "Il 25 marzo 1643, giorno della Nunciata, si spararono molte sparate, senza offesa ad alcuno per miracolo di Maria Vergine": è la scritta riportata sul grande dipinto custodito all'interno del santuario e che documenta la singolare e incruenta battaglia fra le popolazioni dei due comuni, confinanti proprio in corrispondenza della vecchia chiesetta della Brughiera.
Su un pannello posto nel parco che circonda il santuario è illustrata la storia del santuario e della contesa di proprietà sul luogo di culto fra le due comunità. Le parrocchie dei due paesi si contendevano il possesso della chiesa e in quel 25 marzo 1643, quando la processione dei mossesi incontrò quella dei triveresi proprio presso il santuario, si passò dalle parole ai fatti, cioè ad una battaglia in piena regola a colpi di sassi e di archibugio. Ma - secondo la tradizione ricordata dal cartello - nel bel mezzo della mischia apparve la Madonna in atto di raccogliere le palle uscite dai fucili affinché nessuno avesse a patire danni.